# Tahannaout
Tahannaout (pronúncia: tánáute; em árabe: تحناوت; em tifinague: ⵜⴰⵃⵏⵏⴰⵡⵜ) é uma pequena cidade do sul de Marrocos, capital da província de Al Haouz, que faz parte da região de Marraquexe-Safim. Em 2004 tinha 29 562 habitantes. No mesmo ano, 6 585  habitantes viviam em áreas urbanas e   22 977 em áreas rurais. Estimava-se que em 2012 a cidade tivesse 7 284 habitantes.
A cidade situa-se no vale do Issil, junto à planície de Al Haouz e às encostas norte do Alto Atlas, 7 km em linha reta dos limites norte do Parque Nacional de Toubkal e 30 km a sul de Marraquexe.